# Fraps
Fraps — компьютерная утилита, предназначенная для подсчёта количества FPS (кадров в секунду) в играх, работающих в режимах OpenGL и DirectX для операционных систем Windows. Программа также предназначена для создания скриншотов и записи видеороликов из полноэкранных 3D приложений. Название программы происходит от аббревиатуры FPS и расшифровывается как Frames per second. Программа не обновлялась с 2013 года и считается закрытой, имеет проблемы совместимости с современными системами (в частности, имеет сбитую верстку интерфейса).

## Основные функции
- Тестирование производительности[2][3] — отображает количество кадров в секунду (FPS), может измерять производительность между двумя точками во время игры.
- Захват изображений[2] — позволяет захватывать отдельные кадры в 3D приложениях (по нажатию горячей клавиши), которые автоматически сохраняются в выбранной папке.
- Захват видео в реальном времени[2][3] — позволяет записывать видео при разрешении вплоть до 7680x4800 и фреймрейте до 120 кадров в секунду (FPS).

Однако, программа имеет и существенные недостатки. В первую очередь это значительное потребление ресурсов компьютера во время записи видео и большой размер видео файлов после записи. Так, например, видеофайл длительностью в 10—15 секунд может достигать объёма 100 мегабайт и более (зависит от настроек качества видео).